# Аталезь
Ата́лезь (белор. Ата́лезь) — агрогородок в Столбцовском районе Минской области Беларуси. Входит в состав Шашковского сельсовета.
До 28 мая 2013 года агрогородок входил в состав Аталезского сельсовета.

## Учреждения
В Аталезе находятся такие учреждения, как:
- Аталезский детский сад — средняя школа
- Фельдшерско-акушерский пункт.
- Почта.
- Центральная усадьба СПК «Жоўты бераг».
- ОАО «Столбцовский кирпичный завод» (мощность — 20 млн единиц условного кирпича в год[3]).

## Культура
- Музей ГУО "Аталезская средняя школа"

## Достопримечательности
- Памятник-обелиск погибшим солдатам и партизанам (1967)
- Памятник секретарю Столбцовского райкома комсомола Аввакуму Мамонтову, который погиб во время Второй мировой войны (1975)